# Ꙙ
Cette page contient des caractères spéciaux ou non latins. S’ils s’affichent mal (▯, ?, etc.), consultez la page d’aide Unicode.
Ꙙ (minuscule : ꙙ), appelé petit yousse fermé, est une lettre archaïque de l’alphabet cyrillique utilisée dans l’écriture de certains manuscrits slavons ou moyens bulgares (en).

## Représentations informatiques
Le petit yousse fermé peut être représenté avec les caractères Unicode suivants :
| formes    | représentations | chaînes de caractères | points de code | descriptions                                   |
| --------- | --------------- | --------------------- | -------------- | ---------------------------------------------- |
| capitale  | Ꙙ               | Ꙙ                     | U+A658         | lettre majuscule cyrillique petit yousse fermé |
| minuscule | ꙙ               | ꙙ                     | U+A659         | lettre minuscule cyrillique petit yousse fermé |